# واسیله پوپا
واسیله پوپا (رومانیایی: Vasile Popa؛ زادهٔ ۲۳ مارس ۱۹۴۷) بازیگر، بدل‌کار و مشاور صحنه‌های رزمی اهل رومانی است.
از فیلم‌هایی که وی در آن‌ها نقش داشته‌است، می‌توان به کمیسر متهم می‌کند، با دست‌های پاک، انتقام، دوئل، میهای دلیر، سرنوشت بد، بلوط، میهائیل، سگ سیرک، تلهٔ مزدوران و رز زرد اشاره نمود.